# 林洪烈
林洪烈（？年—？年），字孙肯，福建晋江人，清朝政治人物。林象祖子。
康熙三十年，登进士，授沔阳縣知縣，升吏部文选司主事、稽动司员外郎、迁大理评事，历寺副、寺正。后升任鸿胪少卿，授太常寺少卿。因病去世，有子林为墉、林为垣、林为城。